# 海兵隊讃歌
海兵隊讃歌（かいへいたいさんか、英:Marines' Hymn）は、作詞者不明のアメリカ海兵隊における公式の軍歌である。
内容は、アメリカ海兵隊が創設以来、アメリカ合衆国に忠誠を誓い、常にアメリカ軍全軍の先鋒となって場所を選ばず国のために戦ってきたことを過去の功績とともに顕彰するものになっており、アメリカ海兵隊の軍人にとって、この歌は神聖な意味を持つものである。
曲は、ジャック・オッフェンバックのオペレッタ『ジュヌヴィエーヴ・ド・ブラバン』の1867年版に追加されたデュエット『二人の兵士のクープレ Couplets des deux hommes d'armes』が元になっている。
なお、アメリカ海兵隊は1919年8月19日にこの歌の著作権を得たが、現在はパブリックドメインとなっている。

## 歌詞

### 原文（英語）
Verse 1
From the halls of Montezuma
To the shores of Tripoli,
We fight our country's battles
In the air, on land, and sea.
First to fight for right and freedom,
And to keep our honor clean,
We are proud to claim the title
Of United States Marines.
Verse 2
Our flag's unfurl'd to every breeze
From the dawn to setting sun;
We have fought in every clime and place
Where we could take a gun.
In the snow of far-off northern lands
And in sunny tropic scenes,
You will find us always on the job
The United States Marines.
Verse 3
Here's health to you and to our Corps
Which we are proud to serve;
In many a strife we've fought for life
And have never lost our nerve.
If the Army and the Navy
Ever look on Heaven's scenes,
They will find the streets are guarded
By United States Marines.

### 日本語訳文
1番
モンテズマの間から
トリポリの海岸まで
我らは祖国のために
空、陸そして海で戦う
正義と自由を守り最初に戦う者として
そして我らの高潔な名誉を守るため
我らが誇りとするその名は
合衆国海兵隊
2番
我らの旗は夜明けから夕日まで
全ての風に翻る
我らは銃を手に取って
あらゆる気候と場所で戦った。
遠くの雪の降る北国で
そして日の照る南国の地で
常に働く姿を見るだろう。
それは合衆国海兵隊
3番
我らが誇りをもって務める海兵隊と
君の健康を祈願して乾杯！
我らが生涯にわたって戦った多くの戦いにおいて
我らは勇気を決して失わなかった。
もし陸軍と海軍が
天国を見上げたならば知るだろう。
天国への道を護るのは
合衆国海兵隊

### 日本語訳文2
以下はYouTube「USA Military Channel 2」の日本語訳から
1番
モンテズマの間（チャプルテペク城）から
トリポリの海岸まで
祖国のために戦う
空、陸そして海で
正義と自由のために戦う
偽りなき我らの名誉
誇りをもって讃えん
アメリカ海兵隊
2番
風に翻る我らの旗
夜明けから夕日まで
あらゆる気候と場所で戦った。
我らは銃を手に取って
遠くの北の地　雪降る中
そして日の指す南国で
任務に勤しむ我らがいる
アメリカ海兵隊
3番
みんなの健康と海兵隊に乾杯
我らが誇り
生涯の歴戦に置いて
怖じけづくことなし
もし陸軍と海軍が
天国を見たら彼らは気づく
天国の通りが守られていると
アメリカ海兵隊によって

## 歌詞について

### 歌詞の変遷
海兵隊讃歌は時代と連動し、海兵隊航空団が拡張されて本格的な航空戦力になった1942年、1番の歌詞第4節が「On the land as on the sea」（陸でも海でも）が、「In the air, on land, and sea」（空、陸そして海で）に変更されている。ちなみに3番で空軍への言及がないのは空軍が独立したのが1947年からであるため（それまでは陸軍航空隊だった）。

### 歌詞の意味

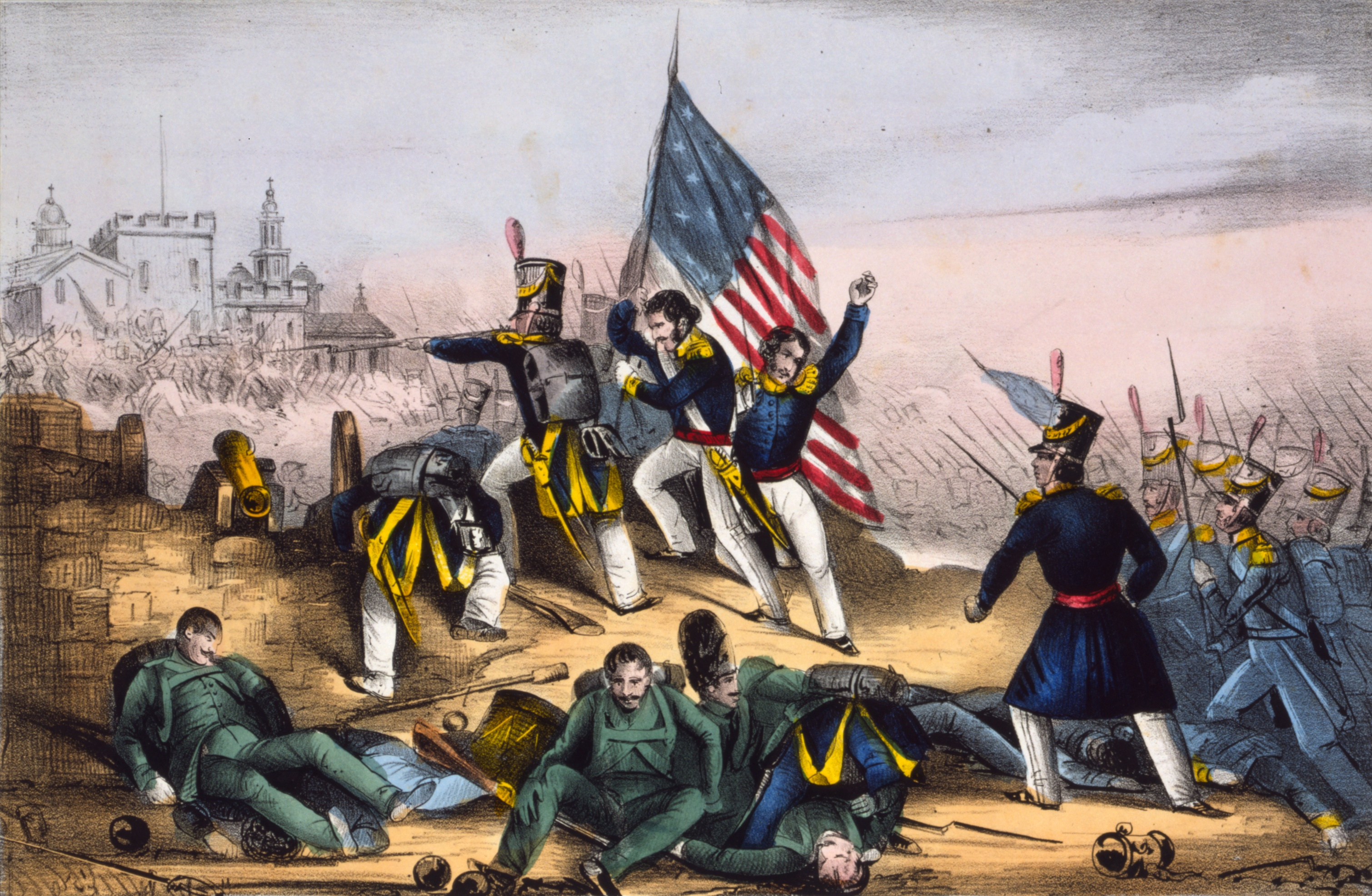
チャプルテペクの戦いでのアメリカ軍勝利を描く版画

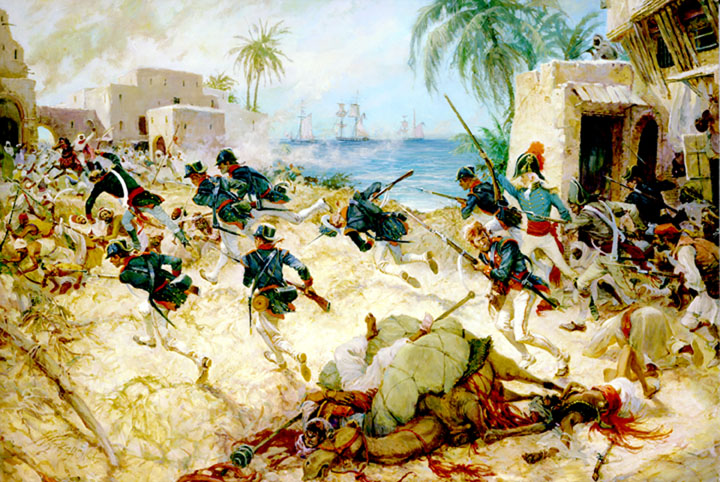
ダーネの街を攻撃するアメリカ海兵隊と傭兵

海兵隊讃歌の歌詞の一部には、直訳すると意味のわからない部分がある。以下にその部分の解説を掲げる。
- From the halls of Montezuma To the shores of Tripoli

1番の歌詞第1節及び第2節のこの部分は、アメリカ海兵隊の歴史上における栄光ある事実を取り上げている。
「From the halls of Montezuma（モンテズマの間から）」のフレーズは、米墨戦争のチャプルテペクの戦いにおけるアメリカ海兵隊の活躍を顕彰した部分でメキシコシティのチャプルテペク城に一番乗りを果たして星条旗を翻した部屋の名前に由来するものであり、また、「To the shores of Tripoli（トリポリの海岸まで）」のフレーズについては、オスマン帝国の独立採算州であったトリポリとの間で発生した第一次バーバリ戦争のダーネの戦いにおいてプレスリー・N・オバノン中尉率いる7名のアメリカ海兵隊の分遣隊と約500名の現地で集められた傭兵で構成された部隊が、トリポリ側の約4000名のバルバリア海賊からなる部隊を相手に戦った結果、1805年4月27日にトリポリ側を蹴散らして根拠地であるダーネを占領してアメリカ海兵隊初の海外派遣での勝利をおさめたことで、この戦争におけるアメリカ合衆国側の勝利を決定的にしたことに由来するものである。
- Our flag's unfurl'd to every breeze From the dawn to setting sun;

通常、旗は昼間の間のみ掲げるのが慣わしである。2番の歌詞第1節及び第2節のこの部分は、アメリカ海兵隊のあるところ全ての場所でアメリカ海兵隊の旗が翻るというものであり、戦闘中においても旗を掲げられるということは最強の軍団を意味するものである。
- Here's health to you and to our Corps Which we are proud to serve;

3番の歌詞第1節及び第2節のこの部分は、自らの組織を生き物として捉えるアメリカ海兵隊の慣習に由来するもので、アメリカ海兵隊の発展と構成員の健闘を祈る意味合いがある。

## 派生
瀬戸内海放送では1970年代以降40年以上にわたって、レースガイドのBGMとして使用している。
ポーランド出身のピアニスト・ヤコブ・ギンペルは、本曲による演奏会用パラフレーズを作曲した。マルカンドレ・アムランがレパートリーとしている。